# 크라운 (프로게이머)
크라운(본명: 이민호, 1995년 2월 28일 ~ )은 대한민국의 전직 스타크래프트, 리그 오브 레전드 프로게이머였다. 선수 시절 포지션은 미드라이너였으며 Crown이라는 아이디를 사용했다. 스타크래프트 프로게이머 시절 종족은 저그였다.

## 선수 시절

### 스타크래프트
2011년 3월에 열린 상반기 신인 드래프트에서 SouL의 지명을 받으며 입단하였다. 하지만 별다른 성적을 거두지 못했다.
2012년 2월, 팀에서 퇴단했다.

### 리그 오브 레전드
2014년 6월, 팀 58er에 입단하면서 프로 커리어를 시작했다.
2014년 9월에는 브라질 리그의 카붐! 블랙에 입단했다.
2015년 1월, 하이퍼에 입단했다.
2015 서머 시즌을 앞두고 삼성 갤럭시에 입단했다. 서머 시즌 팀의 주전 미드라이너로 활동했으며 좋은 모습을 보여주었다.
2016 스프링 시즌에서는 더 좋은 모습을 보여주었다. 서머 시즌에서도 좋은 활약을 이어나가면서 팀의 포스트시즌 진출에 기여했다. 롤드컵 선발전에서 팀의 롤드컵 진출에 기여했다. 롤드컵에서도 좋은 활약을 이어나가면서 팀의 롤드컵 결승 진출에 기여했다. 하지만 SK텔레콤 T1에 밀려 우승에는 실패했다.
2017 스프링 시즌에서도 팀의 에이스로 활약하면서 팀의 포스트시즌 진출에 기여했다. 스프링 시즌 종료 이후 정규시즌 MVP에 선정되었다. 서머 시즌에서는 주전으로 출전했지만 지난 시즌에 비해 부진한 모습을 보여주었다. 롤드컵 본선에서는 좋은 모습을 보여주면서 팀의 조별리그 통과에 기여했다. 8강전에서는 좋지 않은 모습을 보여주었지만 4강 진출에 성공했으며 4강전에서도 무난한 모습을 보여주었다. 결승전에서는 좋은 모습을 보여주면서 팀의 롤드컵 우승을 이끌었다. 
2018 스프링 시즌에서는 부진한 모습을 보여주었다. 서머 시즌에서는 플라이에게 주전 자리를 내주면서 서브 선수로 활동했다. 선발전에서는 주전으로 출전했으며 팀을 롤드컵 본선으로 이끌었다. 하지만 롤드컵 본선에서는 좋지 못한 모습을 보여주면서 조별리그에서 탈락했다.
2019시즌을 앞두고 북미의 옵틱 게이밍에 입단했다. 스프링 시즌 팀의 주전 자리를 차지하면서 좋은 모습을 보여주었다. 서머 시즌에서도 좋은 모습을 보여주었지만 팀은 부진했다.
2020시즌을 앞두고  카운터 로직 게이밍에 입단했다. 스프링 시즌에서는 좋지 못한 모습을 보여주었다. 2020년 3월 4일, 팀에서 퇴단했다.
2020년 3월 20일, OZ 게이밍에 입단했다. 스프링 잔여 경기에서는 간간히 출전했다. 서머 시즌에서는 무난한 모습을 보여주면서 팀의 포스트시즌 진출에 기여했다.
2020년 12월 1일, 은퇴를 선언했다.

## 소속팀

### 스타크래프트
| # | 팀명     | 소속 기간       | 비고 |
| - | -------- | --------------- | ---- |
| 1 | STX 소울 | 2010.08~2012.02 |      |

### 리그 오브 레전드
| # | 팀명               | 소속 기간             | 소속 리그 | 비고 |
| - | ------------------ | --------------------- | --------- | ---- |
| 1 | 팀 58ers           | 2014.06.17~2014.09.05 |           |      |
| 2 | 카붐! 블랙         | 2014.09.24~2014.12.04 |           |      |
| 3 | 하이퍼             | 2015.01.05~2015.04    |           |      |
| 4 | 삼성 갤럭시        | 2015.05.19~2018.11.17 | LCK       |      |
| 5 | 옵틱 게이밍        | 2018.11.26~2019.11.21 | LCS       |      |
| 6 | 카운터 로직 게이밍 | 2019.11.21~2020.03.04 | LCS       |      |
| 7 | OZ 게이밍          | 2020.03.20~2020.12.01 | CK        |      |

## 수상 경력

### LCK
- 리그 오브 레전드 챔피언스 코리아 스프링 2017 정규시즌 최우수선수

### 국제 대회
- IEM 시즌 11 경기 우승
- 리그 오브 레전드 월드 챔피언십 2016 준우승
- 리그 오브 레전드 월드 챔피언십 2017 우승
- 리프트 라이벌즈 2017 준우승